# 27438 Carolynjons
27438 Carolynjons è un asteroide della fascia principale. Scoperto nel 2000, presenta un'orbita caratterizzata da un semiasse maggiore pari a 2,6918136 UA e da un'eccentricità di 0,1007981, inclinata di 2,80597° rispetto all'eclittica.